# Reboot (Wonder Girls)
Reboot è il terzo album discografico del gruppo musicale sudcoreano Wonder Girls, pubblicato nel 2015 dall'etichetta discografica JYP Entertainment insieme a Universal Music Group.

## Tracce
Reboot — Standard edition
1. Baby Don't Play – 3:31 (testo:   - Park Yeeun
  - Hong Ji-sang
 – musica:   - Yeeun
  - Hong
)
2. Candle (feat. Paloalto) – 3:44 (testo:   - Woo Hyelim
  - Frants
  - Paloalto
 – musica:   - Woo
  - Frants
)
3. I Feel You – 3:25 (testo:   - J.Y. Park "The Asiansoul"
  - Kim Yu-bin
 – musica:   - Park
  - e.one
  - Hong
)
4. Rewind – 3:33 (testo:   - Lee Sunmi
  - Ju Hyo
  - Lee Toyo
  - Kim
 – musica:   - Lee
  - Ju Hyo
  - Lee Toyo
)
5. Loved – 3:39 (testo:   - Kim
  - Shim Eun-ji
 – musica:   - Kim
  - Shim
)
6. John Doe – 3:11 (testo:   - Kim
  - Hong
  - Ju
 – musica:   - Kim
  - Hong
  - Ju
)
7. One Black Night – 3:46 (testo:   - Yeeun
  - Frants
 – musica:   - Yeeun
  - Frants
)
8. Back – 3:28 (testo:   - Woo
  - Kim
  - Lee
 – musica:   - Woo
  - Kim
  - Lee
)
9. 오빠 (Oppa) (Hyelim solo) – 3:33 (testo:   - Woo
  - Frants
 – musica:   - Woo
  - Frants
)
10. 사랑이 떠나려 할 때 (Faded Love) – 3:53 (testo:   - Lee
  - Shim
 – musica:   - Lee
  - Shim
)
11. 없어 (Gone) – 3:41 (testo:   - Kim
  - Shim
 – musica:   - Kim
  - Shim
)
12. 이 순간 (Remember) – 3:45 (testo:   - Yeeun
  - Hong
 – musica:   - Yeeun
  - Hong
)

Durata totale: 43:09
Reboot — Physical edition (bonus track)
1. 20150711 (Talk) (feat. Sunye and Sohee) – 2:23

## Classifiche
| Classifica (2015) | Posizione massima |
| ----------------- | ----------------- |
| Corea del Sud     | 5                 |